# Вьялково
Вьялково — деревня в Армизонском районе Тюменской области России. Входит в состав Прохоровского сельского поселения.

## История
В «Списке населенных мест Российской империи» 1871 года издания (по сведениям 1868—1869 годов) населённый пункт упомянут как казённая деревня Вьялкова (Ялкова, Гужевка) Ишимского округа Тобольской губернии, при озере Вьялковом, расположенная в 150 верстах от окружного центра города Ишим. В деревне насчитывалось 120 дворов и проживало 760 человек (381 мужчина и 379 женщин).
В 1926 году в деревне имелось 185 хозяйств и проживало 801 человек (366 мужчин и 435 женщин). Функционировала школа I ступени. В административном отношении являлась центром Вьялковского сельсовета Армизонского района Ишимского округа Уральской области.

## География
Деревня находится в южной части Тюменской области, в лесостепной зоне, в пределах Ишимской равнины, на восточном берегу озера Вьялкова, на расстоянии примерно 13 километров (по прямой) к западу от села Армизонское, административного центра района. Абсолютная высота — 134 метра над уровнем моря.
Климат резко континентальный с теплым летом и суровой холодной зимой. Годовое количество осадков — 310 мм. Средняя температура января составляет −18,2 °C, июля — +18,1 °C.

### Часовой пояс
Деревня Вьялково, как и вся Тюменская область, находится в часовой зоне МСК+2. Смещение применяемого времени относительно UTC составляет +5:00.

## Население
| 1989 | 2002 | 2010 |
| ---- | ---- | ---- |
| 176  | ↘143 | ↘80  |

Гендерный состав
По данным Всероссийской переписи населения 2010 года в гендерной структуре населения мужчины составляли 51,3 %, женщины — соответственно 48,7 %.
Национальный состав
Согласно результатам переписи 2002 года, в национальной структуре населения русские составляли 98 % из 143 чел.

## Инфраструктура
Действуют фельдшерско-акушерский пункт и сельский клуб.

## Улицы
Уличная сеть деревни состоит из одной улицы (ул. Центральная).